# Amanda Knox (film)
Amanda Knox – amerykański film dokumentalny z 2016 w reżyserii Roda Blackhursta i Briana McGinna.

## Wątek
Film opowiada historię amerykańskiej studentki, Amandy Knox, dwukrotnie skazanej, a następnie uniewinnionej z zarzutu zabójstwa brytyjskiej studentki Meredith Kercher.

## Nominacje
- Nominacje do nagrody Emmy za najlepszy program dokumentalny i za najlepszy scenariusz programu dokumentalnego
- Nominacja do duńskiej nagrody filmowej Roberta za najlepszy film dokumentalny
- Nominacja do nagrody Eddie za najlepszy montaż dokumentu
- Nominacja do nagrody Złotej Szpuli za najlepszy montaż dźwięku w filmie dokumentalnym[2]